# Condition de Hölder
En analyse, la continuité höldérienne ou condition de Hölder — nommée d'après le mathématicien allemand Otto Hölder — est une condition suffisante, généralisant celle de Lipschitz, pour qu’une application définie entre deux espaces métriques soit uniformément continue. La définition s’applique donc en particulier pour les fonctions d’une variable réelle.
Si (X, dX) et (Y, dY) sont deux espaces métriques, une fonction f : X → Y est dite a-höldérienne s’il existe une constante C telle que pour tous x, y ∈ X :
La continuité höldérienne d’une fonction dépend donc d’un paramètre a ∈ ]0, 1].
- Les applications 1-höldériennes sont les applications lipschitziennes.
- Pour a ∈ ]0, 1] fixé, l’ensemble des fonctions réelles a-höldériennes bornées sur X est un espace vectoriel, couramment noté[1],[2] C0,a(X), particulièrement important en analyse fonctionnelle.

Une fonction réelle d'une variable réelle peut aussi n'être que localement a-höldérienne (sur certains intervalles dans son domaine de définition, la valeur du paramètre a déterminant la largeur maximale de ces intervalles).

## Exemples

### Fonction puissance
La fonction racine carrée est 1/2-höldérienne sur ℝ+.
Plus généralement, pour 0 < a ≤ 1, la fonction puissance x ↦ xa est a-höldérienne sur ℝ+. Cependant, elle n'est b-höldérienne sur ℝ+ pour aucun b ≠ a.

### Logarithme
La fonction {\displaystyle h:x\mapsto x\ln x} est définie et continue sur ℝ+*, et se prolonge par continuité en 0 par la valeur 0.
Cette fonction intervient dans les définitions mathématiques de l’entropie (lire par exemple entropie de Shannon ou entropie de Kolmogorov).
Sur le segment [0, 1], la fonction h est a-höldérienne avec constante associée {\displaystyle C_{a}=1/[e(1-a)]} pour tout a ∈ ]0, 1[ mais pas pour a = 1.

### Courbe de Peano
La courbe de Peano est une application continue surjective de [0, 1] sur [0, 1]2. Elle est 1/2-höldérienne.
Mais il n’existe aucune application continue surjective de [0, 1] sur [0, 1]2 qui soit a-höldérienne pour a > 1/2. L’argument, donné plus bas, repose sur la notion de dimension.

### Mouvement brownien
Le mouvement brownien est une loi aléatoire sur les fonctions continues {\displaystyle \mathbb {R} _{+}\rightarrow \mathbb {R} }.
Presque sûrement, une trajectoire du mouvement brownien est localement a-höldérienne pour a < 1/2 mais n’est pas 1⁄2-höldérienne.
L'étude du mouvement brownien a donné un intérêt nouveau à la condition de Hölder.

## Propriétés
- Toute application höldérienne est uniformément continue[3].
- Une fonction sur un ouvert de ℝn à valeurs dans ℝm qui est lipschitzienne est presque partout dérivable : c'est le théorème de Rademacher.
- Au contraire, pour a < 1, il existe des exemples de fonctions a-höldériennes et nulle part dérivables, comme la fonction de van der Waerden-Takagi ou la fonction de Weierstrass. Ces dernières sont définies comme sommes de séries de fonctions.
- Si l’espace métrique (X, d) est de diamètre fini, alors toute application a-höldérienne sur X est bornée.

### Régularité de Sobolev
Dans cette section, I désigne un intervalle ouvert de ℝ.
Une fonction {\displaystyle f:I\to \mathbb {R} } admet une dérivée faible s’il existe une fonction localement intégrable g telle que pour toute fonction {\displaystyle \varphi } continument dérivable à support compact dans I et à valeurs dans {\displaystyle \mathbb {R} },
Lorsque f et g sont de classe Lp, la fonction f est dite de classe W1,p.
Pour 1 < p < ∞, toute fonction de classe W1,p est continue et même a-höldérienne pour a = 1 – 1/p.
Une précision est ici nécessaire. À proprement parler, Lp est un espace de classes fonctions définies presque partout. Cependant, chaque classe contient au plus une fonction continue. Cela prend donc sens, pour un élément de Lp, de dire qu'il est (ou n'est pas) continu. Le résultat ci-dessus est un cas particulier des inégalités de Sobolev.

## Sur le paramètrea
Dans la définition ci-dessus, le paramètre a a été fixé dans l'intervalle ]0,1]. Quelques remarques sont nécessaires sur le choix du paramètre a et son importance.
- Le paramètre a est limité aux valeurs inférieures ou égales à 1 à cause du phénomène suivant pour les valeurs supérieures : une fonction d’une variable réelle qui vérifie la condition de Hölder pour un a > 1 est localement constante (donc constante sur tout intervalle inclus dans son domaine de définition).
- La plage de valeurs du paramètre a ∈ ]0, 1] pour lesquelles f est a-höldérienne est un sous-intervalle (non nécessairement fermé, mais pouvant aussi être trivial) de ]0,1] ; autrement dit, c'est un sous-ensemble convexe :

si 0 < a < b ≤ 1 et si f est à la fois a-höldérienne et b-höldérienne, alors elle est c-höldérienne pour tout c ∈ [a, b].
- Certains auteurs[4] incluent dans la définition la valeur a = 0. Les fonctions 0-höldériennes sont alors simplement les fonctions bornées, et la propriété précédente s'étend naturellement : si f est b-höldérienne et bornée, alors elle est c-höldérienne pour tout c ∈ [0, b].

## Dimension et fonctionsa-höldériennes
La dimension de Hausdorff est une bonne définition de la dimension d’un espace métrique. En tout cas, elle étend la définition de la dimension des espaces vectoriels rencontrés en algèbre linéaire.
Les fonctions a-höldériennes diminuent la dimension de Hausdorff modulo un facteur {\displaystyle 1/a} :
Si {\displaystyle f\,} est une application {\displaystyle a\,}-höldérienne d’un espace métrique {\displaystyle (X,d)\,} dans un espace métrique {\displaystyle (Y,d')}, alors
{\displaystyle \dim _{H}{f(X)}\leq {\frac {1}{a}}\dim _{H}{X}}.
Application :
Une application continue surjective {\displaystyle [0,1]\rightarrow [0,1]^{2}} ne peut pas être a-höldérienne pour {\displaystyle a>1/2}. En effet, la dimension d’un carré [0, 1]2 est 2 et n’est pas inférieure à {\displaystyle 1/a} pour {\displaystyle a>1/2}.
Cependant, Giuseppe Peano a donné un exemple d’une application continue surjective 1/2-höldérienne.

## EspacesC0,a
Le ℝ-espace vectoriel C0,a(X) des fonctions réelles a-höldériennes bornées sur un espace métrique (X, d) est complet pour la norme définie par
{\displaystyle \|f\|=\sup _{x\in X}|f(x)|+\sup _{x\neq y}{\frac {|f(x)-f(y)|}{d(x,y)^{a}}}}.